# Боричевицька сільська рада
Боричевицька сільська́ ра́да (біл. Бабрыкоўскі сельсавет) — адміністративно-територіальна одиниця у складі Пінського району Берестейської області Білорусі. Адміністративний центр — село Боричевичі.

## Склад
Населені пункти, що підпорядковувалися сільській раді станом на 2009 рік:
| Населений пункт | Тип  | Населення, осіб (2009) |
| --------------- | ---- | ---------------------- |
| Бижеревичі      | село | 69                     |
| Боричевичі      | село | 186                    |
| Вуйвичі         | село | 86                     |
| Гривковичі      | село | 89                     |
| Лозичі          | село | 11                     |
| Мисятичі        | село | 93                     |
| Тирвовичі       | село | 78                     |
| Шоломичі        | село | 28                     |

## Населення
За переписом населення Білорусі 2009 року чисельність населення сільської ради становила 640 осіб.

### Національність
Розподіл населення за рідною національністю за даними перепису 2009 року:
| Національність            | Осіб | Відсоток |
| ------------------------- | ---- | -------- |
| білоруси                  | 615  | 96,09 %  |
| росіяни                   | 12   | 1,88 %   |
| українці                  | 11   | 1,72 %   |
| поляки                    | 1    | 0,16 %   |
| національність не вказана | 1    | 0,16 %   |
| Разом                     | 640  | 100 %    |